# Узлянка
Узлянка (бел. Вузлянка) — река в Белоруссии, протекает в Мядельском и Вилейском районах Минской области. Левый приток реки Нарочь. Длина реки 53 км, площадь бассейна 663 км².
Исток реки ныне теряется в системе мелиорационных каналов у деревень Мозолевщина и Старые Габы около границы с Витебской областью. Исток лежит на водоразделе Западной Двины и Немана, неподалёку находятся верховья реки Голбица (Зарежанка), притока Дисны.
Генеральное направление течения — юго-запад, русло очень извилистое. Среднегодовой расход воды в устье — 4,8 м³/с. Средний наклон водной поверхности — 0,5 ‰. Притоки — Красновка (правый); Добрая, Чёрная, Ментынь (левые).
На реке стоят деревни Неверы, Навры, Довжаны, Сватки, Рудевичи, Бонда, Узла, Лески. Узлянка впадает в Нарочь напротив агрогородка Ижа. Ширина реки у устья около 20 метров, скорость течения 0,1 м/с.
Долина в верхнем течении невыразительная, ниже трапециевидная, шириной 1-2 км. Пойма в верхнем течении распахана, её ширина 200—300 м. От истока до села Навры на протяжении 15 км русло канализовано. Водоприемник мелиоративных каналов. Ширина русла в межень от 8 до 20 м.